# Los Arquillos

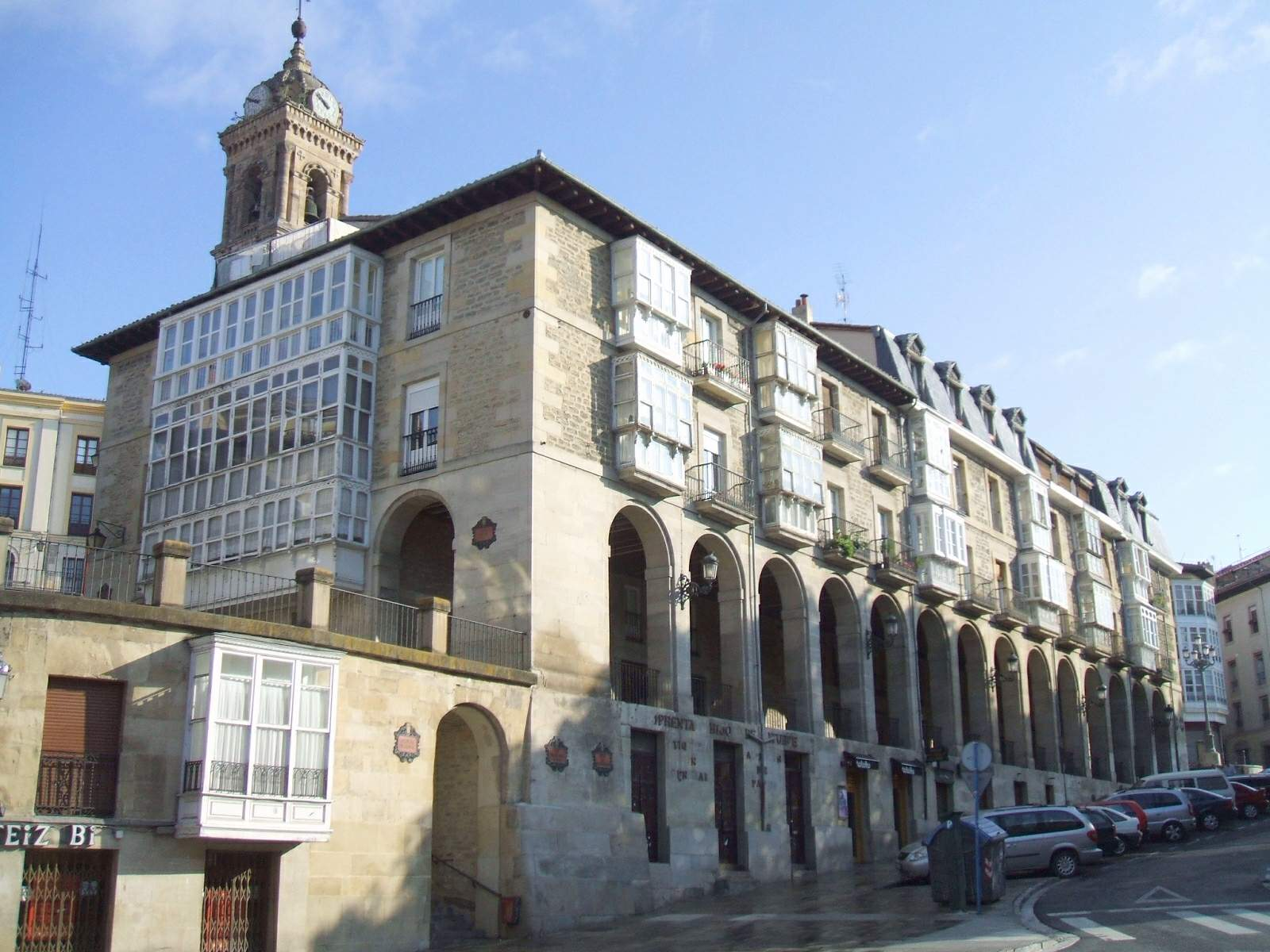
Los Arquillos, Vitoria.

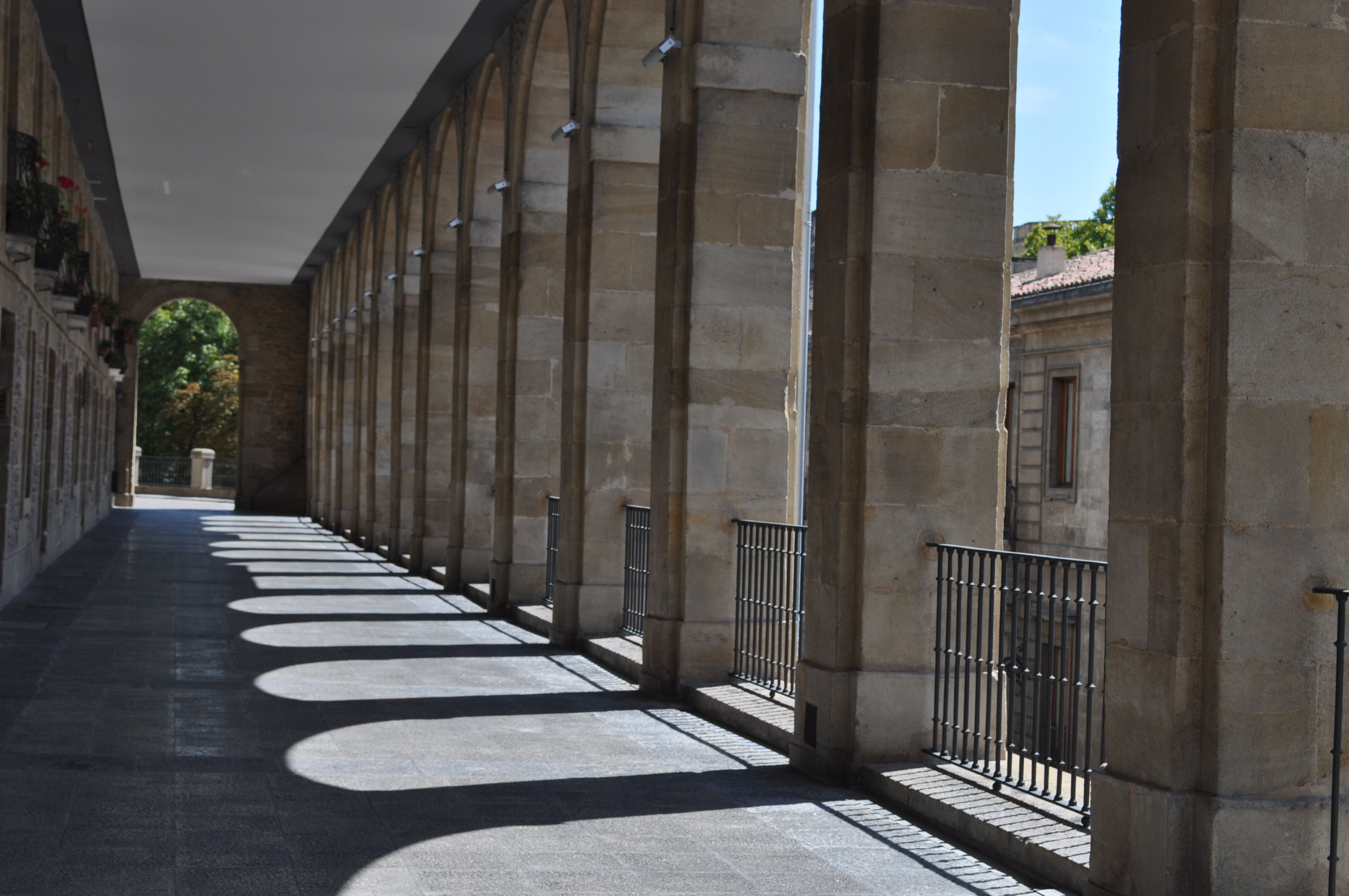
Interior de Los Arquillos, Vitoria.

Los Arquillos, construidos en el siglo XVIII por Justo Antonio de Olaguíbel y Nicolás Díez de Güemes, conforman una calle con soportales de Vitoria de gran valor arquitectónico pues es la respuesta al problema que se planteó al intentar unir el casco antiguo de Vitoria con el nuevo Ensanche, entonces en construcción.
La zona medieval de la capital alavesa se asienta sobre una colina y los Arquillos permiten salvar el importante desnivel por medio de una serie de edificios escalonados. La nueva obra, que tardó diez años en construirse, fue la solución del ensache de la ciudad junto a la Plaza Nueva, concebida también por Olaguibel. Así, las calles medievales fueron accesibles desde el ensanche neoclásico.
Se suele dar como fecha de construcción el año 1787. La vía que queda junto a los edificios se conoce como «paseo de los Arquillos».